# علم الوراثة العرقي الحسابي

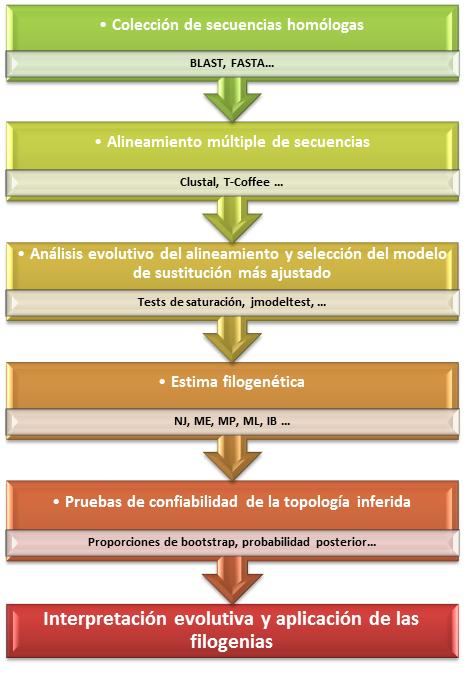

علم الوراثة العرقي الحسابي هو تطبيق الخوارزميات الحسابية والأساليب والبرامج لتحليل تطور السلالة. الهدف من ذلك هو تجميع الشجرة الوراثية العرقية ( الشجره التطورية) التي تمثل فرضية حول أصل تطوري لمجموعة من الجينات أو الأنواع أو غيرها من الأصناف. على سبيل المثال، تم استخدام هذه التقنيات لاستكشاف شجرة عائلة الأنواع البشرية  والعلاقات بين جينات معينة تشترك فيها أنواع كثيرة من الكائنات الحية. يعتمد علم الوراثة العرقي التقليدي على البيانات المورفولوجية التي تم الحصول عليها عن طريق قياس الخواص المظهرية للكائنات التمثيلية وقياسها، في حين يستخدم مجال علم الوراثة العرقي الجزيئي الأحدث تسلسلات النيوكليوتيدات التي ترمز الجينات أو متواليات الاحماض الامينية التي تشفر البروتينات كأساس للتصنيف. ترتبط العديد من أشكال علم الوراثة الجزيئي ارتباطًا وثيقًا باستخدام محاذاة التسلسل في بناء وتكرير الأشجار الوراثيه العرقيه، والتي تُستخدم لتصنيف العلاقات التطورية بين الجينات المتجانسة الممثلة في جينومات الأنواع المتباينة. من غير المرجح أن تتكاثر الأشجار التطورية التي تم إنشاؤها بواسطة الطرق الحسابية تمامًا من الشجرة الوراثيه العرقية التي تمثل العلاقات التاريخية بين الأنواع التي يجري تحليلها. قد تختلف شجرة الأنواع التاريخية أيضًا عن الشجرة التاريخية لجين متماثل فردي تتشاركها هذه الأصناف.

## أنواع الأشجار التطوريه والشبكات
يمكن أن تكون جذور الأشجار التطورية التي يولدها علم الوراثة العرقي الحسابي إما جذرًا أو غير جذرى اعتمادًا على بيانات المدخلات والخوارزمية المستخدمة. الشجرة ذات الجذور هي رسم بياني موجه يحدد بوضوح أحدث سلفًا مشتركًا (MRCA)، وعادةً ما يكون تسلسلًا محسوبًا غير ممثَّل في الإدخال. يمكن استخدام التدابير المسافة الوراثية لرسم شجرة مع تسلسل الإدخال كما رقة العقد والمسافات التي من جذورها يتناسب على مسافة الوراثية من أحدث سلفًا مشتركًا (MRCA)المفترضة. يتطلب تحديد الجذر عادةً تضمين بيانات المدخلات لـ «مجموعة خارجية» واحدة على الأقل معروفة بأنها مرتبطة ارتباطًا وثيقًا بتسلسل الاهتمام.
على نقيض ذلك، ترسم الأشجار غير متقطعة المسافات والعلاقات بين تسلسل المدخلات دون تقديم افتراضات بشأن نزولها. يمكن دائمًا إنتاج شجرة غير منجزة من شجرة ذات جذور، لكن لا يمكن عادةً وضع جذر على شجرة غير جذرية دون بيانات إضافية عن معدلات الاختلاف، مثل افتراض فرضية الساعة الجزيئية.
يمكن تصور مجموعة من جميع أشجار التطور المحتملة لمجموعة معينة من تسلسلات الإدخال على أنها «مساحة شجرة» متعددة الأبعاد محددة تحديداً يمكن من خلالها تتبع مسارات البحث عن طريق خوارزميات التحسين. على الرغم من أن حساب العدد الإجمالي للأشجار لعدد غير بديهي من تسلسل المدخلات يمكن أن يكون معقدًا بواسطة الاختلافات في تعريف طبولوجيا الأشجار (tree topology)، من الصحيح دائمًا أن هناك أشجار أكثر جذرًا من الأشجار غير المقيدة لعدد معين من المدخلات واختيار المعلمات.
يمكن تعميم كل من الأشجار التطورية الجذور وغير الجذور على الشبكات التطورية الجذورية أو غير الجذور، والتي تسمح بنمذجة الظواهر التطورية مثل التهجين أو نقل الجينات الأفقية ( horizontal gene transfer).

## ترميز الشخصيات وتحديد التماثل

### التحليل الصرفي
المشكلة الأساسية في علم الوراثة العرقي الصرفي هي تجميع مصفوفة تمثل خريطة من كل من الأصناف التي يتم مقارنتها مع قياسات تمثيلية لكل من الخصائص المظهرية المستخدمة كمصنف. تعتمد أنواع البيانات المظهرية المستخدمة في بناء هذه المصفوفة على التصنيف الذي تتم مقارنته؛ بالنسبة للأنواع الفردية، قد تتضمن قياسات لمتوسط حجم الجسم، أطوال أو أحجام عظام معينة أو غيرها من الميزات المادية، أو حتى المظاهر السلوكية. بالطبع، نظرًا لأنه لا يمكن قياس كل الخصائص المظهرية الممكنة وترميزها للتحليل، فإن اختيار الميزات التي يجب قياسها يمثل عقبة أساسية متأصلة أمام هذه الطريقة. إن قرار أي الصفات التي يجب استخدامها كقاعدة للمصفوفة يمثل بالضرورة فرضية حول أي الصفات الخاصة بالنوع أو التصنيف الأعلى لها علاقة تطورية. يمكن التشويش على الدراسات المورفولوجية بأمثلة عن تطور الأنماط المتقاربة. التحدي الكبير في بناء فئات مفيدة هو الاحتمال الكبير للتداخل بين الأصناف في توزيع تباين النمط الظاهري. غالبًا ما يكون إدراج الأصناف المنقرضة في التحليل الصرفي أمرًا صعبًا بسبب عدم وجود سجلات أحفورية أو عدم اكتمالها، ولكن ثبت أن له تأثيرًا كبيرًا على الأشجار المنتجة؛ في دراسة واحدة فقط، أدى إدراج الأنواع المنقرضة من القرود إلى إنتاج شجرة مشتقة من الناحية الشكلية كانت متسقة مع تلك المنتجة من البيانات الجزيئية. 
بعض التصنيفات المظهرية، خاصة تلك المستخدمة عند تحليل مجموعة متنوعة جدا من الأصناف، منفصلة وغير مبهمه؛ على سبيل المثال، يعتبر تصنيف الكائنات الحية على أنها تمتلك أو تفتقر إلى الذيل واضحًا وصريحا في غالبية الحالات، كما هو الحال في حساب ميزات مثل العيون أو الفقرات. ومع ذلك، فإن التمثيل الأنسب للقياسات النمطية المتغيرة باستمرار هو مشكلة مثيرة للخلاف دون حل عام. تتمثل الطريقة الشائعة ببساطة في فرز قياسات الاهتمام إلى فئتين أو أكثر، مما يجعل التباين الملحوظ المستمر قابلاً لتصنيفه على نحو منفصل (على سبيل المثال، يتم تسجيل جميع الأمثلة ذات عظام العضد أطول من القطع المعطى كأعضاء في دولة واحدة، وجميع الأعضاء الذين عظم العضد العظام أقصر من تسجيل القطع كأعضاء في حالة ثانية). ينتج عن هذا مجموعة من البيانات يمكن معالجتها بسهولة، لكن تم انتقادها بسبب سوء الإبلاغ عن أساس تعريفات الفصل والتضحية بالمعلومات مقارنة بالطرق التي تستخدم توزيعًا مرجحًا مستمرًا للقياسات.
نظرًا لأن البيانات المورفولوجية كثيفة الاستخدام لليد العاملة، سواء من مصادر الأدب أو من الملاحظات الميدانية، فإن أعاده استخدام مصفوفات البيانات التي تم تجميعها مسبقًا ليست غير شائعة، على الرغم من أن هذا قد نشر العيوب في المصفوفه الاصليه إلى تحليلات مشتقة متعددة.